# Игнатюк, Ирина Владимировна
Ирина Владимировна Игнатюк — белорусская исполнительница гитарной музыки. Бакалавр искусств, выпускница Белорусской государственной академии музыки (звание концертного исполнителя на классической гитаре). Выступает в стиле поп-данс с элементами испанской, азиатской, арабской, латиноамериканской музыки.

## Биография и творчество
Гитару впервые взяла в руки в возрасте семи лет. Музыке обучалась в Минской музыкальной школе по классу гитары. Училась в ср. школе № 20 (сегодня гимн. № 8), где её отец преподавал уроки музыки и пения. Первую гитару ей купил отец в магазине «Музыка», находящийся прямо рядом со школой. После школы закончила Минское музыкальное училище им. Глинки (класс гитары).
Закончила Белорусскую Государственную академию музыки, получив диплом бакалавра и концертного исполнителя на классической гитаре. Помимо гитары овладела
основами теории музыки и вокала, дирижирования оркестром и игры на фортепиано.
Несмотря на то, что образование получала сугубо академическое, с ранних лет привлекала музыка эстрадная (джаз, блюз, рок, поп, рэгги) и творчество её мэтров: Сантана, Гэри Мур, Пако Де Лусия, Ал ди Меола, Майк Олдфилд.
Дебютировала на «Славянском базаре». Принимала участие в фестивале «На перекрестках Европы», фестивале «Рига-Юрмала-транзит-Голливуд», в «Песне года Беларуси», «Славянском базаре 2005».
На международном автомобильном салоне являлась лицом компании «Mercedes-Benz» (автомобильный дом «Энергия Гмбх»). Победительница проекта «Top-50 красивых и успешных людей Минска 2007».
Выступала с концертами в Испании, Австрии, Латвии, Литве, России, Казахстане, Кипре, Германии, Японии (о. Хоккайдо: г. Саппоро, Асахикава, Соккё).
На музыкальном фестивале «На перекрестках Европы» принимала участие в совместном музыкальном проекте с арабскими барабанщиками (Dr. Show).
Принимала участие в концертах группы «ВИА Гра», Игоря Николаева, Дмитрия Харатьяна. Вместе с бразильской певицей Elena Mendoca записала песню «Простая история». Концерт с кубинским гитаристом Альдо Родригесом.
За песню «Небо Испании» получила награду «Серебряный граммофон». 21 марта 2010 года получила премию Альфа Радио «Золотое ухо».

## Песни
- Альбом «Play» (2008):

1. Мармарис
2. Лейла
3. Bessame mucho
4. Простая история
5. Серенада
6. Небо Испании
7. Улица снов
8. Фантазии Сонкё
9. Гагарин
10. Non stop
11. Вечеринка у Ирины